# Небојша Слијепчевић
Небојша Слијепчевић (Загреб, 1973) хрватски је филмски режисер. Први је добитник награде Златна палма са Филмског фестивала у Кану који долази из Хрватске.

## Биографија
Рођен је у Загребу 1973. Дипломирао је филмску режију на загребачкој Академији драмске умјетности. Каријеру је започео као један од аутора хваљеног телевизијског серијала Директ. Режирао је два успјешна дугометражна документарна филма (Гангстер те воли и Србенка), те бројне кратке документарне и игране филмове приказане на најважнијим свјетским фестивалима документарног филма, гдје су освојили више од 40 награда. Добитник је годишње награде Владимир Назор за филмску умјетност 2018. Такође 2018. освојио је награду DOC Alliance у Кану за свој дугометражни документарни филм Србенка.
Његов кратки филм Човјек који није могао шутјети освојио је Златну палму на Канском фестивалу 2024. у категорији најбољег кратког филма. То је прва Златна палма за неки хрватски филм од осамостаљења Хрватске. На свечаној додјели награде Слијепчевић се захвалио цијелој екипи филма и осталим филмовима у конкуренцији те га је посветио мирном отпору насиљу које нам свима може послужити као инспирација. Филм драматизује отмицу и злочин у Штрпцима 1993. када су припадници паравојне групе Бели орлови извукли из воза двадесет четири Бошњака Муслимана и убила их. У средишту филма је Хрват Томо Бузов, кога глуми Драган Мићановић — једини путник из воза који није Муслиман и који се супротставио нападачима.